# رضا رفیع
رضا شریعت زاده گیلانی (۱۲۶۸ رشت – ۱۳۴۲ تهران) معروف به حاج آقا رضا رفیع و ملقب به قائم‌مقام‌الملک از رجال سیاسی ایران در دوره قاجار و پهلوی، دوست و ندیم رضا شاه پهلوی و سال‌ها عهده‌دار نمایندگی تالش در مجلس شورای ملی بود.

## ولادت و تحصیلات
او فرزند حاج ملا محمدمهدی شریعتمدار (روحانی و مالک معروف گیلان) فرزند حاج ملا رفیع شریعتمدار گیلانی (مجتهد و متمول طراز اول ایران در عصر ناصری) بود. تحصیلات مقدماتی و سطح را در گیلان به اتمام رسانید و چندی هم دروس خارج گرفت و مجتهد شد. ضمناً زبان روسی را نیز به خوبی می‌دانست و با قنسولگری روسیه در رشت مناسبات حسنه‌ای داشت.

## مشاغل
حاج آقا رضا قائم مقام‌الملک چندی در تهران قنسول افتخاری سفارت روس و رابط با وزارت امور خارجه بود. پس از کودتای اسفند ۱۲۹۹ به زندان افتاد اما کمی بعد آزاد شد. وی به دوستی با دولت روسیه مشهور بود و حتی یک روز که از خیابان شاه‌آباد با درشکه شخصی خود عبور می‌کرد مورد سوء قصد واقع شد و چند تیر به سوی او شلیک شد که دو گلوله به کتف و بازوی او جراحاتی وارد آورد ولی جان به سلامت برد.
پس از تشکیل قشون متحدالشکل، حاج آقا رضا به سمت مشاور سیاسی رئیس قشون، رضاخان منصوب شد. در دوره‌های پنجم و ششم نماینده تالش و در دوره‌های هفتم و دوازدهم نماینده بندر پهلوی در مجلس شد تا سال ۱۳۱۹ که از چشم رضاشاه افتاد و وی دستور زندانی کردن و سر به نیست کردن حاج آقا رضا را داد. دولت نیز در ۲۲ اردیبهشت ۱۳۱۹ لایحه سلب مصونیت رفیع را از تصویب مجلس گذراند. اما بنا به دلایلی و به ویژه وساطت برادر حاج آقا رضا که در آن زمان از روحانیون بانفوذ نجف بود، رضا شاه از کشتنش صرف نظر کرد و مدتی بعد دستور آزاد کردن او را از زندان داد.

## پس از رضاشاه
پس از اشغال ایران در شهریور ۱۳۲۰ که به کناره‌گیری رضاشاه از سلطنت انجامید، دادگستری در نامه‌ای به رئیس مجلس شورای ملی اعلام کرد که در بازجویی‌های رفیع، مدارکی برای اتهام او به دست نیامده است. رئیس مجلس هم از رفیع خواست به مجلس بازگردد. در دوره‌های چهاردهم، پانزدهم، شانزدهم و هفدهم نیز حاج آقا رفیع نماینده تالش در مجلس بود. وی در ادوار دوم و سوم مجلس سنا نیز سناتور شد.
رفیع به سبب محبتی که محمدرضا شاه جوان از دوران خردسالی خود نسبت به او داشت دارای مقام معنوی و احساسی نزد وی بود. در این مقام سعی کرد مناسبات دربار با روحانیت قم را التیام بخشد و شاه را به عنوان پادشاه شیعه و حامی و مروج دین و مذهب نشان دهد. پس از شهریور ۱۳۲۰ پیوسته در کنار شاه بود، با او به سفر می‌رفت و در متن و حاشیه حوادث بود. او در بیشتر مراسم بدون آنکه سمت رسمی داشته باشد حضور داشت. گفته شده که وی از مخالفین اجرای قانون اصلاحات ارضی بود و بارها نظر مخالف خود را به شاه ابلاغ کرد و لذا در اواخر عمر خانه‌نشین شد.

## کتاب خاطرات
کتاب خاطرات او به کوشش خسرو معتضد (تاریخ‌نگار ایرانی)  توسط انتشارات قطره منتشر شده است.